# 臺北市私立中興高級中學
臺北市私立中興高級中學，簡稱中興高中，創立於1949年，是曾於台北市中山區开设的私立高中。因為校方財務出現問題，臺北市政府教育局令自2017年9月（106學年度起）停招新生，2019年8月起停辦。

## 沿革
該校創立於上海市，原名思源中學。創辦人江漢濤先生，自任校長，迨1949年追隨國民政府遷台，始克於1957年秋、於台北市朱崙街現址復校，更名中興中學。於1968年政府實施九年國民義務教育，再更名中興高級中學。

## 校長
- 江克雄[3][4]

## 籃球隊
該校的女子籃球隊，曾與中華航空女子籃球隊建教合作，所以被稱為小華航，在高中籃球聯賽的成績為：77學年度（1988年）冠軍、79學年度（1990年）亞軍、80學年度（1991年）第八名、81學年度（1992年）第四名、82學年度（1993年）第八名。

## 外部連結
- 中興高中